# 石原和三郎

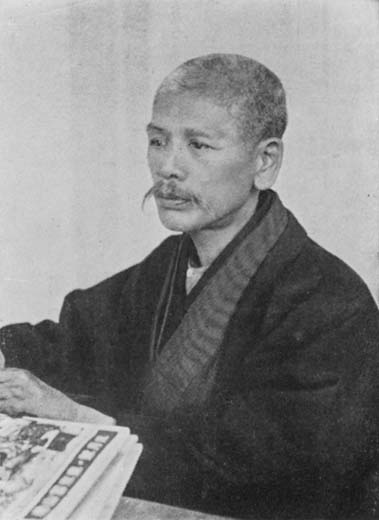
石原和三郎

石原和三郎のレリーフ
群馬県みどり市、旧花輪小学校記念館屋外展示。

石原 和三郎（いしはら わさぶろう、慶応元年10月12日（1865年11月29日） - 大正11年（1922年）1月4日）は作詞家。号に、翠江、万岳。

## 経歴
上野国勢多郡東村花輪（現・群馬県みどり市東町花輪）に、父・伝六、母・さだの長男として生まれる。
1885年（明治18年）に花輪小学校教員となり、1887年（明治20年）群馬県師範学校入学、1891年（明治24年）卒業、郷里の花輪小学校校長（第3代校長）に任命された。
1894年（明治27年）に「小学校歌集註解」を出版。同年11月、東京高等師範学校附属小学校（現・筑波大学附属小学校）訓導に転出。1900年（明治33年）に東京高師附属小をやめ、冨山房に入社。坪内逍遥のもとで「小学国語読本」編纂に携わった。
この年から石原作品を多くのせた「幼年唱歌」（全10冊）が順次出版され、「兎と亀」・「花咲爺」・「金太郎」が世に登場する。1905年（明治38年）には彼の長編ものの代表作といわれる「東京地理教育電車唱歌」が発行される。また、冨山房発行の「少年世界文学」には童話「六勇士」を書くなど著書も多い。
1922年（大正11年）1月4日没。満56歳没。
郷里の東村には1989年（平成元年）、石原の業績を記念した「童謡ふるさと館」が開館した。また、1991年（平成3年）には、同郷の詩人・画家である星野富弘による絵柄で「うさぎとかめ」の切手が群馬県内限定で発売された。